# Stanton upon Hine Heath
Stanton upon Hine Heath – wieś w Anglii, w hrabstwie Shropshire. Leży 14 km na północny wschód od miasta Shrewsbury i 226 km na północny zachód od Londynu.